# Leptochitonicola sphaerica
Leptochitonicola sphaerica – gatunek widłonoga z rodziny Chitonophilidae. Nazwa naukowa tego gatunku skorupiaków została opublikowana w 2005 roku przez rosyjskich zoologów G.W. Awdiejewa i B.I. Sirenkę.